# Ichthyoxenus yunnanensis
Ichthyoxenus yunnanensis är en kräftdjursart som beskrevs av Yu 1935. Ichthyoxenus yunnanensis ingår i släktet Ichthyoxenus och familjen Cymothoidae. Inga underarter finns listade i Catalogue of Life.